# الفيزياء أو الكيمياء
الفيزياء والكيمياء (بالإسبانية: Física o Química)‏ هو مسلسل دراما مراهقين كوميدي تلفزيوني إسباني من إنتاج قناة أنتينا 3 وبدأ عرضه في فبراير 2008 وإنتهى عرضه في يونيو 2011. المسلسل من إخراج وتأليف كارلوس مونتيرو وبطولة نوريا غونزاليز وخواكين كليمنت وبلانكا روميرو وسيسيليا فريري وبارت سانتانا وآنا ميلان وميشيل غورفي وفيلي مارتينيز وتشافي ميرا وأنجي فرنانديز وأورسولا كوربيرو وأندريا دورو وكريم الكريم وناصر صالح وأوليفيا مولينا وآنا ميلان.

## روابط خارجية
- الفيزياء أو الكيمياء على موقع IMDb (الإنجليزية)
- الفيزياء أو الكيمياء على موقع فيلمافينيتي (الإسبانية)
- الفيزياء أو الكيمياء على موقع كينوبويسك (الروسية)
- الفيزياء أو الكيمياء على موقع ألو سيني (الفرنسية)
- الفيزياء أو الكيمياء على موقع قاعدة بيانات الفيلم (الإنجليزية)